# Spirobolus obscurus
Spirobolus obscurus är en mångfotingart som beskrevs av Koch. Spirobolus obscurus ingår i släktet Spirobolus och familjen Spirobolidae. Inga underarter finns listade i Catalogue of Life.